# Otto Löfberg
Otto Lorenz Löfberg, född 29 oktober 1881 i Malmö, död 3 december 1954, var en svensk läkare. Han var far till läkaren Bo-Ebbe Löfberg; de tre andra sönerna Ove (1910–1996), Lars-Otto (1916–1981) och Jockum (1921–1989) var också läkare. 
Löfberg blev medicine kandidat vid Lunds universitet 1903, medicine licentiat 1907 och medicine hedersdoktor vid Lunds universitet 1932. Han var amanuens vid histologiska institutionen vid Lunds universitet 1901–03, underläkare vid Malmö allmänna sjukhus 1906, amanuens vid kirurgiska kliniken i Lund 1907–08, förste underläkare vid kirurgiska avdelningen av Malmö allmänna sjukhus 1908–17 och tf. överläkare där 1917 samt överläkare 1920–46. 
Löfberg tilldelades Konungens stipendium 1910 och var chefsläkare vid svenska sjukhuset i Wien 1915 och 1916. Han var ledamot av Röda korsets överstyrelse, ordförande i styrelsen för Malmöhus distrikt av Röda korset, ordförande i Malmö konsthall, korresponderande ledamot i Svenska Tandläkaresällskapet, hedersledamot av Malmö nation vid Lunds universitet och av Sydsvenska Tandläkarsällskapet, av Selskab for Historia, Litteratur og Kunst i Köpenhamn, ledamot av fattigvårdsstyrelsen och styrelsen för sällskapet Heimdall, Malmö stadsteater och konserthusstiftelse, ordförande i Skånes konstförening m.m.